# Prawdziwe słowo
Prawdziwe słowo lub Słowo prawdy (gr. Αληθής Λόγος, Alethēs Logos) – zaginione dzieło autorstwa Celsusa, napisane około roku 177 lub 178, będące jedną z pierwszych znanych i starannie przygotowanych pisemnych krytyk chrześcijaństwa.
Z Prawdziwym słowem polemizował ponad siedemdziesiąt lat później jeden z Ojców Kościoła, Orygenes, w pracy Przeciw Celsusowi. Treść zaginionego dzieła Celsusa znana jest dziś dzięki owej odpowiedzi, której autor, chcąc drobiazgowo odpowiedzieć na zarzuty postawione w kontestowanym dziele, podawał dokładne cytaty komentowanych fragmentów, przekazując tym samym niemal 90% oryginalnego tekstu.
Polemika sformułowana przez Celsusa zyskała znaczny rozgłos, skutecznie uderzając w ówczesne chrześcijaństwo. Do końca starożytności zawarte w niej zarzuty były powtarzane przez kolejnych polemistów, takich jak Porfiriusz czy Julian Apostata, a także (inaczej sformułowane) w późniejszych epokach aż do czasów nowożytnych. Na skutek przedstawionych w niej argumentów Kościół otworzył się w kolejnych wiekach na filozofię, dostosowując się do konfrontacji z kulturą pogańską.

## Treść dzieła
Celsusowa krytyka chrześcijaństwa prowadzona jest dwutorowo: z pozycji greckiego intelektualisty, traktującego chrześcijaństwo z pogardą i opierającego się na bogatym dorobku kultury greckiej, oraz z pozycji Żyda, dla którego chrześcijaństwo jest odstępstwem od judaizmu. Jej głównym motywem jest wskazanie, że do teologii pogańskiej dochodzi się poprzez filozofię opartą na tradycji, w opozycji do czego stoi teologia chrześcijańska, której adresaci w większości pozbawieni są zdolności logicznego myślenia. Fundamentem niezgody pomiędzy pogaństwem a chrześcijaństwem są według niego teologia, kosmologia i antropologia chrześcijańska, oparte na treści Pisma Świętego.
Celsus wyśmiewa podstawy mitologii chrześcijańskiej, traktując opowieści biblijne jako niewiarygodne i skandaliczne. Jego zdaniem Maria z Nazaretu w rzeczywistości nie była dziewicą i została wygnana przez Józefa za cudzołóstwo, którego następstwem było przyjście na świat Jezusa. Sam Jezus zaś miał w wyniku biedy nauczyć się magicznych sztuczek od Egipcjan, by, powróciwszy do swego kraju, ogłosić się Bogiem.